# Digital Compact Cassette

Das Logo der Kassette

Die Digital Compact Cassette war eine von Philips und Matsushita entwickelte, 1992 vorgestellte und 1996 wieder eingestellte Alternative zur althergebrachten analogen Compact Cassette, die ebenfalls eine Philips-Entwicklung ist.
Die Digital Compact Cassette wurde anfangs wegen der Ähnlichkeit mit dem professionellen DAT-Aufnahmesystem intern als S-DAT (Static-heads Digital Audio Tape) bezeichnet. DCC-Player waren in der Lage, die herkömmliche analoge Compact Cassette abzuspielen; eine Aufnahme war hingegen nur auf DCC-Bänder möglich.
Gegenüber der herkömmlichen analogen Compact Cassette (CC) bietet die DCC aufgrund folgender technischer Details eine wesentlich bessere Klangqualität:
- Frequenzbereich bei 48-kHz-DCC-Aufnahmen 20 Hz bis 22 kHz – im Vergleich die analoge CC 20 Hz bis 18 kHz (unter idealen Bedingungen wie der Verwendung von Reineisenband und bei −20 dB)
- Störabstand einer DCC > 92 dB – im Vergleich die analoge CC > 50 dB (beim Bandtyp Chromdioxid)

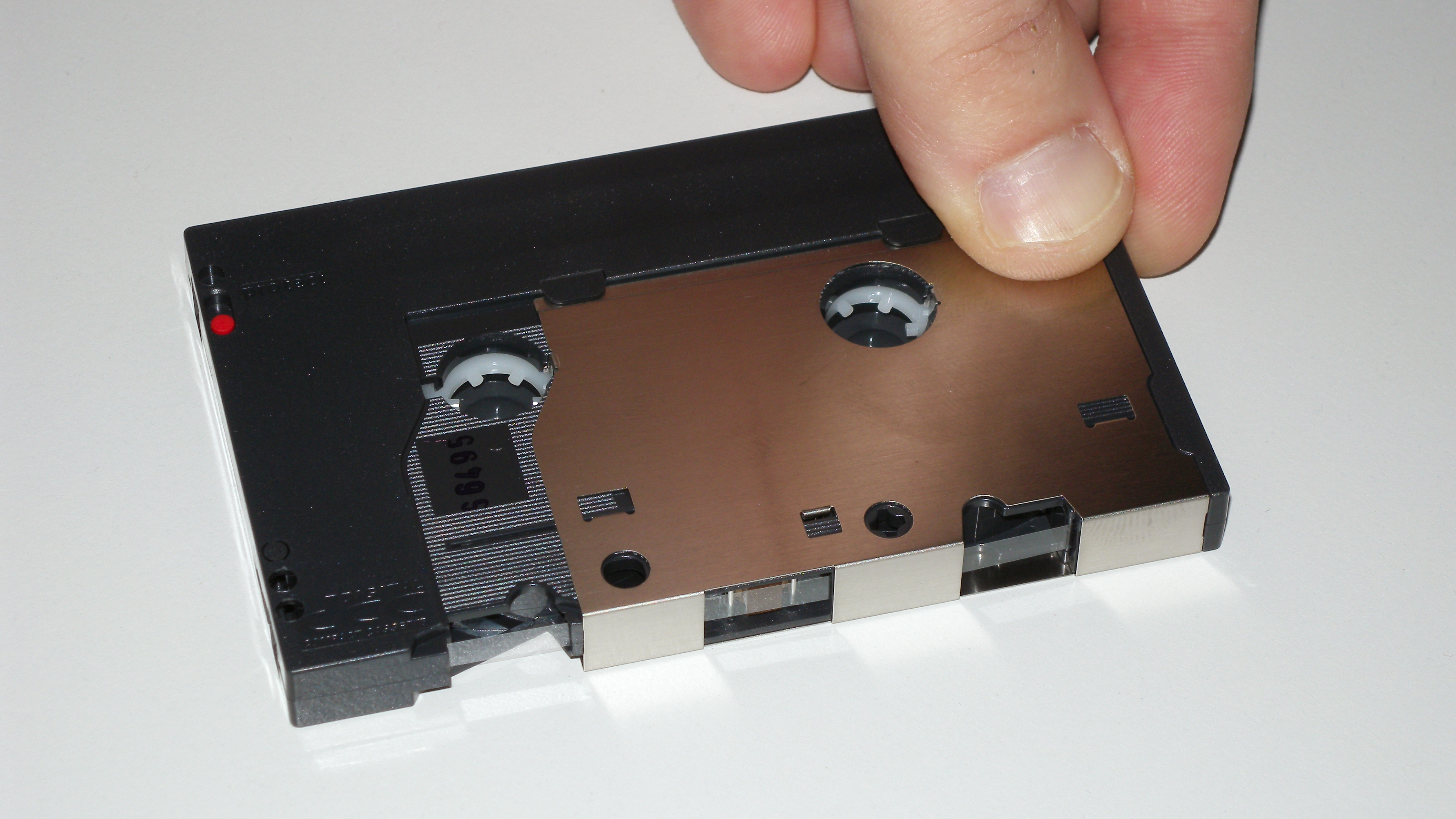
Digital Compact Cassette mit geöffneter Schutzabdeckung

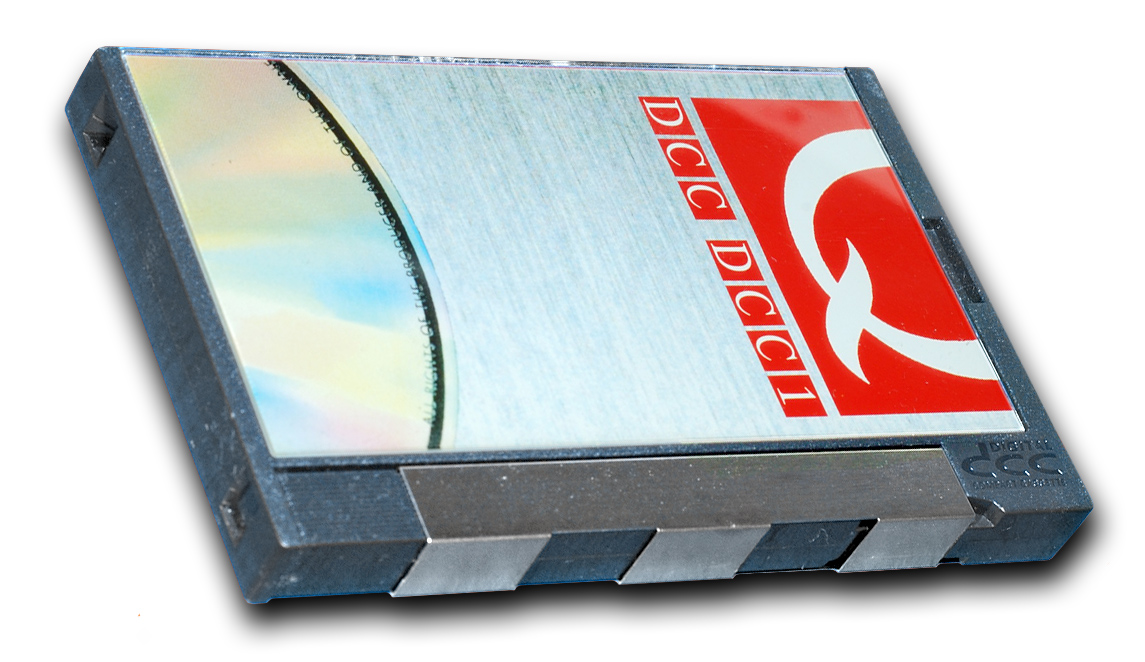
Eine Digital Compact Cassette

Wie MP3 oder die MiniDisc benutzt auch dieses Medium Datenreduktion. Dazu verwendete man ein System namens „PASC“ (Precision Adaptive Subband Coding), welches das Musikstück auf etwa 1:4 komprimierte. PASC ist nahezu identisch mit MPEG-1 Audio Layer 1 und arbeitet mit einer Datenrate von 384 kbit/s.

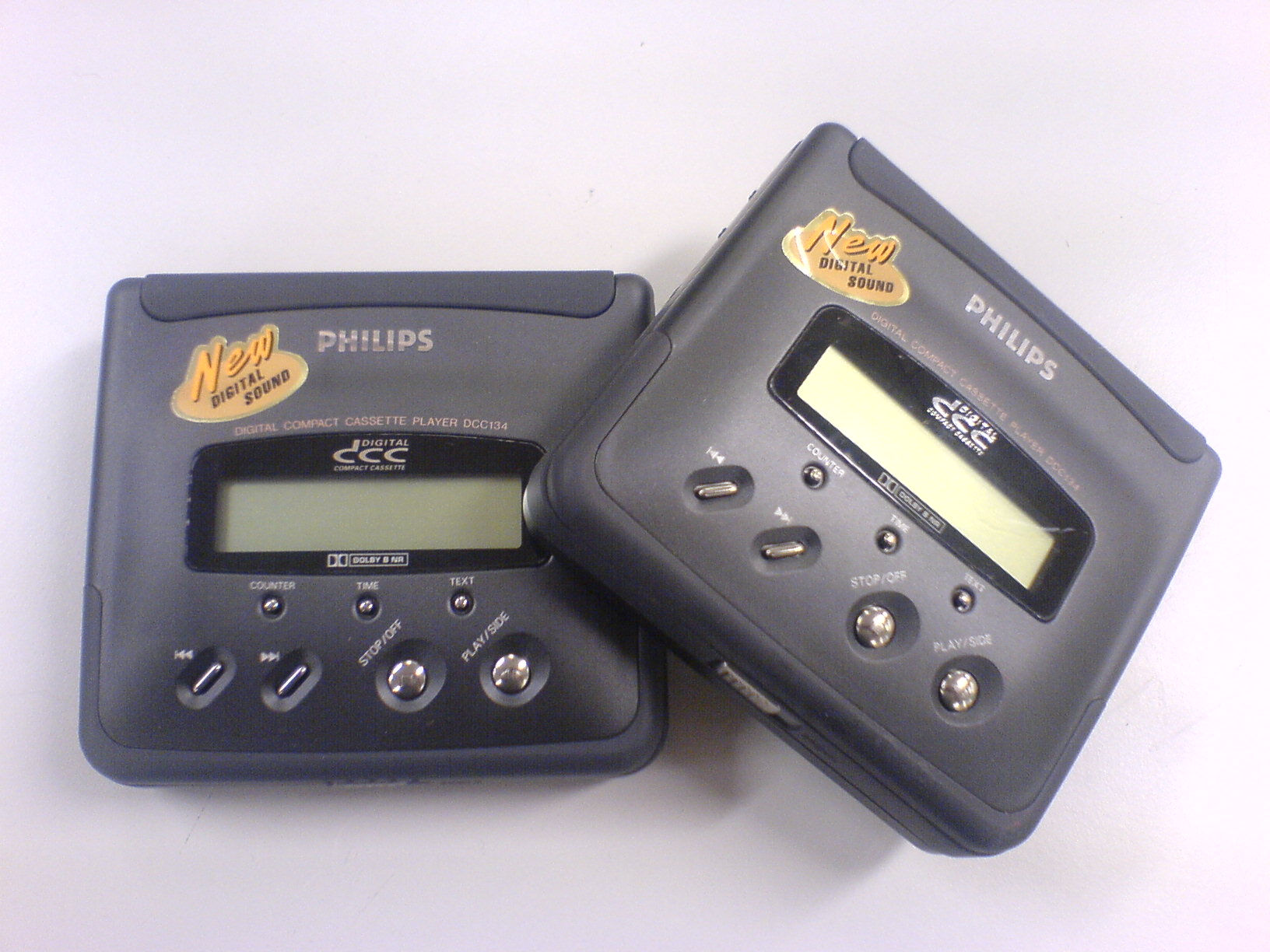
Philips DCC Player

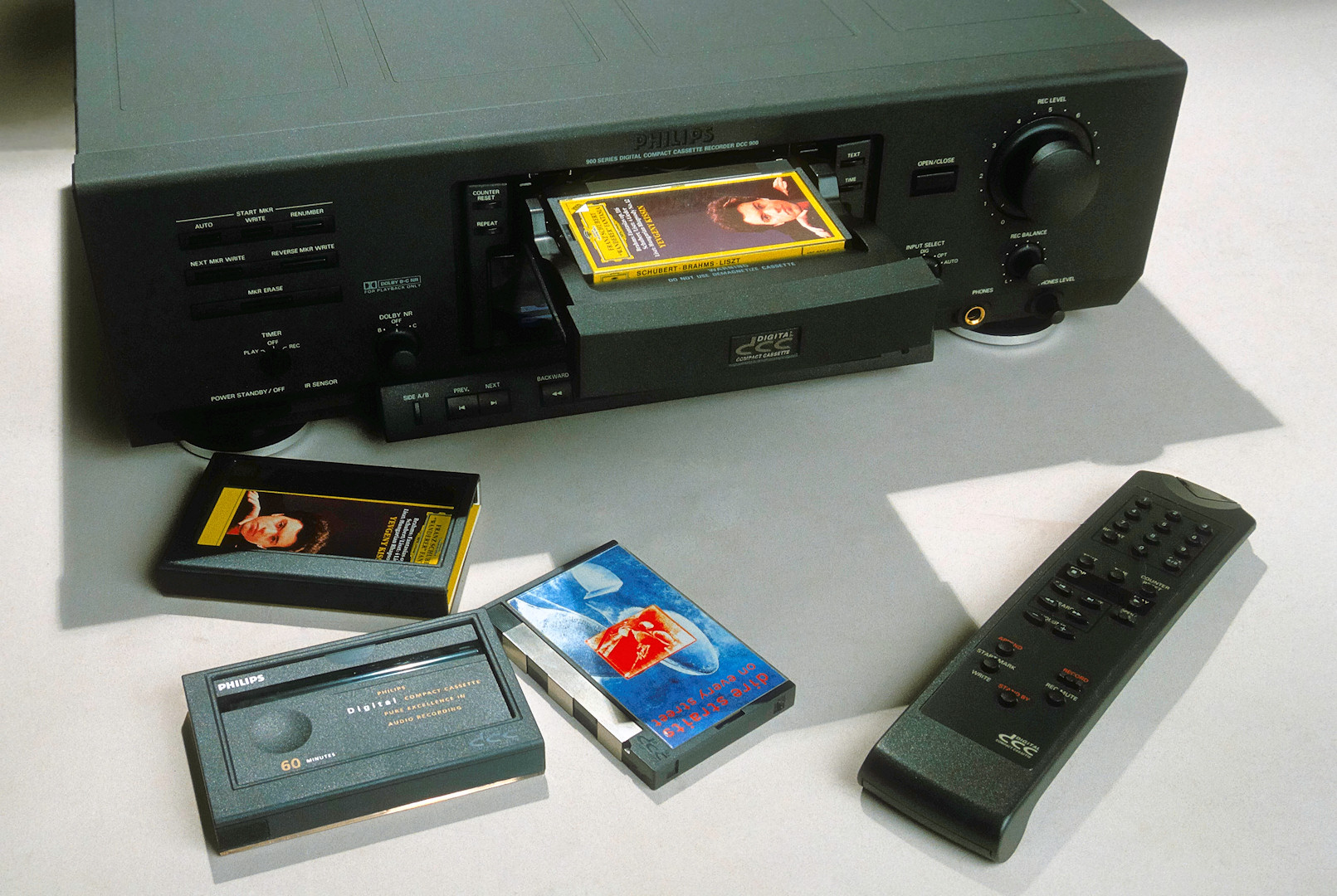
DCC Recorder

Im Gegensatz zum direkten Konkurrenzprodukt – der MiniDisc – hatte dieses System keine anfänglichen Probleme mit der Klangqualität. Jedoch standen der weiteren Verbreitung Mängel bezüglich der Handhabung im Weg. Das Auffinden eines Liedes in der Mitte einer 90-Minuten-Kassette konnte mehr als eine Minute dauern. Bei der MiniDisc zu findende Features (sekundenschnelles Löschen eines Stücks, beliebiges Verschieben und vor allem die schnelle Ansteuerung von Titeln) konnte dieses Medium systembedingt nicht bieten. Jedoch bot das System ebenfalls die Möglichkeit, Titel und Interpret einzugeben; bei manchen fertig bespielten Kassetten wurden sogar Liedtexte angezeigt. Trotz geringerer Gerätepreise und deutlicher Fortschritte in der Bedienung („TurboDrive“-Laufwerk, 90-Min-Kassette in einer Minute umgespult) konnte sich die DCC nicht durchsetzen.
Revolutionär war die Kombination des Portablen DCC-Rekorders 175 mit einem handelsüblichen Windows-PC. Damit konnte man schon 1995 Stücke über die parallele Schnittstelle des PCs direkt vom Audiorekorder auf die Festplatte des PCs überspielen, bearbeiten, archivieren oder den Audiorekorder direkt vom PC mittels Software bedienen.
Es gab auch DCC-Streamer, um DCC auch für die Datensicherung zu benutzen. Sie verschwanden zusammen mit der DCC vom Markt.
Mitte der 1990er-Jahre wollte man aufgrund der hervorragenden Klangeigenschaften dieses System (18-Bit-Auflösung) in der Studioproduktion etablieren, was jedoch scheiterte. Letztendlich wurden Entwicklung und Produktion 1996 eingestellt.
Bezüglich der Langzeitstabilität hat die DCC systembedingt mit ähnlichen Mängeln zu kämpfen, die von analogen Kassetten bekannt sind: Das Band unterliegt stetigem Verschleiß und fortschreitender Zersetzung, was trotz digitaler Fehlerkorrektur im Extremfall dazu führt, dass nach vielen Jahren ganze Passagen bespielter DCC Aussetzer zeigen oder die Bänder gar nicht mehr abgespielt werden können. Der Bandabrieb setzt sich dabei als Verschmutzung auf den Tonköpfen ab.